# Julie Delarme
Julie Delarme (* 23. April 1978 in Boulogne-sur-Mer) ist eine französische Schauspielerin.

## Leben und Karriere
Julie Delarme hat keine Schauspielausbildung. Sie wurde bei einem Film-Casting Mitte der 1990er Jahre entdeckt. Neben Film und Fernsehen spielt sie auch am Theater. Von 2012 bis 2020 verkörperte sie die Hauptrolle der „Leutnant Lucie Delambre“ in der Krimiserie Kommissar Caïn.

## Filmografie (Auswahl)
- 1997: C'est la tangente que je préfère
- 1998: Le poulpe
- 1999: Simon mágus
- 2001: L'île bleue (Fernsehfilm)
- 2002: Mademoiselle Else (Fernsehfilm)
- 2002: Madame Sans-Gêne (Fernsehfilm)
- 2003: L’Affaire Dominici
- 2004: Le silence de la mer
- 2005: Le domaine perdu
- 2005: Camping à la ferme
- 2005: Désiré Landru (Fernsehfilm)
- 2007: La vérité ou presque
- 2008: Dans l'ombre du maître (Fernsehfilm)
- 2009: Tod in der Zeitschleife (Hors du temps)
- 2010: 1788 … et demi (Fernsehserie, drei Folgen)
- 2012–2020: Kommissar Caïn (Caïn, Fernsehserie, 64 Folgen)
- 2017: Die Poesie der Liebe (Monsieur et Madame Adelman)
- 2019: Moi, Grosse (Fernsehfilm)
- 2022: Im Taxi mit Madeleine (Une belle course)
- 2023: Astrid et Raphaëlle (Fernsehserie, Folge 2x03)